# أندي جونغ
أندي جونغ هو متسابق خماسي حديث سويسري، ولد في 1 أغسطس 1961.

## وصلات خارجية
- أندي جونغ على موقع اللجنة الأولمبية الدولية (الإنجليزية)
- أندي جونغ على موقع أوليمبيديا (الإنجليزية)